# Октябрь (Пензенская область)
Октябрь — посёлок в Мокшанском районе Пензенской области. Входит в состав Широкоисского сельсовета.

## География
Находится в северной части Пензенской области на расстоянии приблизительно 39 км на запад от районного центра посёлка Мокшан.

## История
Основан в 1927 году как посёлок сельскохозяйственной артели. В 1955 году колхоз имени Ленина. В 2004 году 6 хозяйств.

## Население
Численность населения: 180 человек (1930 год), 110 (1959 год), 42 (1979), 11 (1989), 21 (1996). Население составляло 5 человек (русские 100 %) в 2002 году, 8 в 2010.